# Vil'ev (cratère)
Vil'ev est un cratère d'impact situé sur la face cachée de la Lune. Il se trouve à l'ouest du cratère Chaplygin, beaucoup plus grand, et au nord de Marconi. Juste au nord-est de Vil'ev se trouvent les petits cratères Van den Bos (en) et Tamm ; un peu plus à l'ouest se trouvent les grands cratères Pannekoek (en) et Dellinger (en).
Vil'ev est fortement érodé et son bord extérieur forme désormais un anneau irrégulier de crêtes. Près du centre du cratère se trouvent deux cratères plus petits qui se rejoignent le long de leurs bords extérieurs. Un autre petit cratère longe la paroi intérieure, à l'ouest-sud-ouest.

## Cratères satellites
Par convention, ces caractéristiques sont identifiées sur les cartes lunaires en plaçant la lettre sur le côté du point médian du cratère le plus proche de Chaplygin.
| Vil'ev | Latitude | Longitude | Diameter |
| ------ | -------- | --------- | -------- |
| B      | 4.5° S   | 144.7° E  | 13 km    |
| J      | 6.6° S   | 145.3° E  | 17 km    |
| V      | 5.3° S   | 142.9° E  | 44 km    |